# 하기우다 고이치
하기우다 고이치(萩生田光一)는 일본의 정치인이다. 자유민주당 소속 중의원(6선) 의원이며 아베 내각에 이어 스가 내각에도 문부과학대신에 임명되었다. 제1차, 제2차 기시다 내각에서 경제산업대신에 임명되었다. 지역구는 중의원 도쿄도 제24구이다.

## 출생
1963년, 도쿄도 하치오지 시 출생.하치오지시립 제10초등학교 졸업.하치오지시립 제2중학교 입학, 하치오지시립 히요도리야마중학교 졸업.
와세다 실업학교 고등부 졸업, 고교 재학중에, 졸업 파티의 파티권을 팔아 정학 처분, 타카다노바바에서 도쿄조선중고급학교의 학생과 대형 난투극을 벌어 두 번째의 정학을 당했다. 이 2번의 정학 이야기는 하기우다의 자랑이 되고 있다.1987년, 메이지 대학 상학부 졸업. 대학 재학중에
구로스 류이치 하치오지시의회 의원(당시)의 비서로 근무했었다.

## 정계 입문
1991년, 하치오지 시의회 의원 선거에 출마해, 당시 27세로 최연소로 첫 당선. 이후 시의회를 3선의원으로 10년간 역임하고, 2001년에 도쿄도 의회 의원에 당선되어 2001년부터 2003년까지 도쿄도 의원으로 활동했다. 2003년, 제43회 일본 중의원 의원 총선거에 도쿄도 제24구에서 자유민주당 공천으로 출마해, 민주당 전직의 아쿠즈 유키히코를 꺾고 당선(아쿠즈는 비례 부활).
이후 2005년 제44회 일본 중의원 의원 총선거에서 재선 성공. 2006년 자유민주당 청년국장을 역임했고.2007년부터 자유민주당 부 간사장을 역임했고 2008년 후쿠다 야스오 개조내각에서 문부과학대신 정무관으로 임명돼 아소 내각까지 맡았다. 그러다가 2009년의 제45회 일본 중의원 의원 총선거에서는, 도쿄도 제24구에서 민주당 전직인 아쿠츠 유키히코에 패해 중복 입후보 했던 비례 도쿄 블록에서도 부활하지 못하고 낙선의 고베를 마셨지만, 국정 복귀를 목표로 할 의향을 표명. 2009년 낙선 후부터 2012년까지의 국정 복귀까지의 기간에, 지바과학대학 위기관리 학부에서 객원 교수를 맡아 2013년 7월 1일자의 아사히 신문 중에서 「재수중이라도 「객원 교수」라면, 심리적인 침착을 느낀다. 당시 낙선조의 트렌드였다. 급여는 월 10만엔."재수중의 보탬이 되었다.살았다."라고 말했다. 이후 2012년 제46회 일본 중의원 의원 총선거에서 도쿄도 제24구에서
민주당 전직 아쿠즈를 꺾고 3년 만에 국정에 복귀했다. 선거 후 아베 신조 총재 밑에서 자유민주당 최대 부 간사장 및 총재특보를 역임했다.
이 후 2014년의 제47회 일본 중의원 의원 총선거에서는, 도쿄 24구에서 다시 아쿠즈를 꺾으면서 4선 당선 2015년 6월 25일, 아베 신조 총리를 지지하는 자유민주당 소속 의원을 중심으로 설립된 문화예술간담회에 참가했다. 2015년 10월 7일, 제3차 제1차 아베 신조 내각에서 내각 관방부장관에 임명되어 역임했고.2017년 8월 3일 자유민주당 간사장 대행을 잠깐 역임했다. 2017년 10월 제48회 일본 중의원 의원 총선거에서 5선 당선, 2019년 9월 11일 제4차 아베 신조 내각에서 문부과학대신에 임명되었다. 2020년 1월 29일, 「2019년 대학 입학자 선발과 관련한 대학 입학 공통 테스트 실시 대강」을 재검토(기술식 문제의 도입을 보류).후의 스가 요시히데 내각에서도 재임되었다. 2021년 10월 4일, 제1차 기시다 내각에서 경제산업대신으로 취임했고 2021년 10월 31일 제49회 일본 중의원 의원 총선거에서 6선 의원으로 당선되었다. 당선 이후에 제2차 기시다 내각에서 경제산업대신에 유임되었다.

## 역대 선거 결과
|  | 44.29% |

|  | 53.15% |

|  | 40.52% |

|  | 44.22% |

|  | 51.69% |

|  | 49.32% |

|  | 58.55% |